# Dawid Kielak
Dawid Kielak – polski matematyk, profesor matematyki czystej Uniwersytetu Oksfordzkiego.

## Życiorys
Ukończył studia licencjackie w St Peter’s College, a doktorat w Magdalen College w Oxfordzie. Karierę matematyczną kontynuował w Warszawie, Bonn i Bielefeld, po czym powrócił na oksfordzki uniwersytet i dołączył do tamtejszego Instytutu Matematycznego.
Znany jest ze sformułowania twierdzenia matematycznego pozwalającego na rozpoznanie przestrzeni, które po drobnych modyfikacjach zachowują się jak czasoprzestrzeń w teorii względności Einsteina.
We wrześniu 2023 roku Kielak otrzymał od Uniwersytetu Oksfordzkiego tytuł profesora matematyki czystej z wyróżnieniem.

## Wyróżnienia
W 2022 roku przyznano mu Whitehead Prize London Mathematical Society za „uderzający, oryginalny i fundamentalny wkład w dziedzinę geometrycznej teorii grup i topologii niskowymiarowej, a w szczególności za jego pracę nad grupami automorfizmów grup dyskretnych oraz włóknieniami rozmaitości i grup”.
W 2023 roku wspólnie z doktorem Markiem Kalubą i profesorem Piotrem W. Nowakiem otrzymał Frontiers of Science Award na kongresie International Congress of Basic Science. Nagrodę otrzymał za badania o symetrii wszystkich symetrii z kategorii topologia algebraiczna i geometryczna.
Jest członkiem London Mathematical Society oraz Europejskiego Towarzystwa Matematycznego.